# Apiocera newmani
Apiocera newmani är en tvåvingeart som beskrevs av Norris 1936. Apiocera newmani ingår i släktet Apiocera och familjen Apioceridae. Inga underarter finns listade i Catalogue of Life.